# Maurice Izier
Maurice Izier (Crest, 18 marzo 1944) è un ex ciclista su strada francese, professionista dal 1965 al 1970.

## Carriera
Professionista dal 1965 al 1970, appena approdato al "grande ciclismo" vinse una tappa e la classifica generale del Circuit des Mines, l'attuale Circuit de Lorraine.
La vittoria più prestigiosa la colse in una tappa del Tour de France 1968; nella stagione successiva arrivò secondo nella prova in linea dei campionati nazionali.

## Palmarès
- 1965 (Grammont, tre vittorie)

5ª tappa, 1ª semitappa Circuit des Mines
Classifica generale Circuit des Mines
Critérium de Saint-Symphorien-sur-Coise
- 1966 (Pelforth, una vittoria)

Circuit d'Auvergne
- 1968 (Frimatic, una vittoria)

22ª tappa, 1ª semitappa Tour de France (Auxerre > Melun)

## Piazzamenti

### Grandi Giri
- Tour de France

1966: 55º
1967: 40º
1968: 43º
1969: 35º
1970: 61º
- Vuelta a España

1967: 55º